# Felipe Liñan
Felipe Liñan Saldaña (nascido em 1931) é um ex-ciclista olímpico mexicano. Representou sua nação em dois eventos nos Jogos Olímpicos de Verão de 1956.